# Akiba ben Jozef
Akiba ben Jozef, judovski rabin in učenjak, * 50, † 135.
Akiba velja za očeta talmuda in rabinstva. Preučeval je toro, uredil svetopisemske knjige ter zbral in uredil gradivo za mišno.
Usmrtili so ga Rimljani, ker je sodeloval v judovskem uporu proti njim.